# Dino Asanaj
Dino Asanaj (* 1956 oder 1957 in Peć, SFR Jugoslawien, heute Kosovo; † 14. Juni 2012 in Priština, Kosovo) war ein kosovarischer Politiker und Unternehmer. Er emigrierte in die Vereinigten Staaten, wo er etwa zwei Jahrzehnte lebte. Von dort engagierte er sich in der albanischen Auslandsgemeinde und unterstützte die UÇK im Kosovokrieg. Nach dem Krieg wandte er sich der kosovarischen Politik zu und arbeitete zuletzt als Chef der Privatisierungsagentur. Mitte Juni 2012 erstach ihn ein Unbekannter in seinem Büro.

## Leben
Asanaj beendete sein Studium 1982 in Belgrad. 1985 ging er in die Vereinigten Staaten, wo er ein Gründungsmitglied der Services Group International LLC war. Außerdem gründete er die Elektronikbauunternehmen DD interiors und IDT Electric mit Sitz in New York City. Er war außerdem in verschiedenen Investments in den Vereinigten Staaten und in Kosovo involviert, unter anderem in der Planung und Umsetzung des International Village LLC in Prishtina.
Von 1993 bis 2002 war er Mitglied des Kuratoriums des National Albanian Council (NAAC) mit Sitz in Washington, D.C.
Während und nach dem Kosovokrieg war er Vertreter der UÇK in den Vereinigten Staaten. Außerdem war er Berater der Delegation, die den Vertrag von Rambouillet aushandelte. Für seine Tätigkeiten während des Krieges erhielt er eine Ehrenmedaille.
Von 2007 bis 2008 arbeitete er als Berater für Auswanderung im Büro von Premierminister Agim Çeku.
Zuletzt war er Vorstandschef der kosovarischen Privatisierungsagentur (Agjencia Kosovare e Privatizimit).
Am 14. Juni 2012 fand man ihn mit Wunden am Hals und Stichen im Herzen in seinem Büro. Er erlag seinen schweren Verletzungen im Krankenhaus.